# Ivan Tomko Mrnavić
 (mai 2019).
Ivan Tomko Mrnavić (en latin : Ioannes Tomcvs Marnauitius ; né en 1580 et mort en 1637) est un évêque catholique vénitien auteur d'ouvrages historiques. Il fut l'auteur de plusieurs contrefaçons, la plus célèbre étant celle de La vie de Justinien. Il a également écrit un livre sur la vie de saint Sava.

## Vues
Mrnavić croyait que les Illyriens étaient des Slaves. Il a affirmé que Skanderbeg, le héros national de l'Albanie, était d'origine slave, ce qui a incité Frang Bardhi à écrire une biographie de Skanderbeg publiée à Venise en 1636 comme une polémique contre lui, défendant l'identité albanaise de Skanderbeg,.